# Chi Dơi nếp mũi
Chi Dơi nếp mũi (danh pháp: Hipposideros) là một chi động vật có vú trong họ Dơi nếp mũi, bộ Dơi. Chi này được Gray miêu tả năm 1831. Loài điển hình của chi này là Hipposideros speoris.

## Hình ảnh

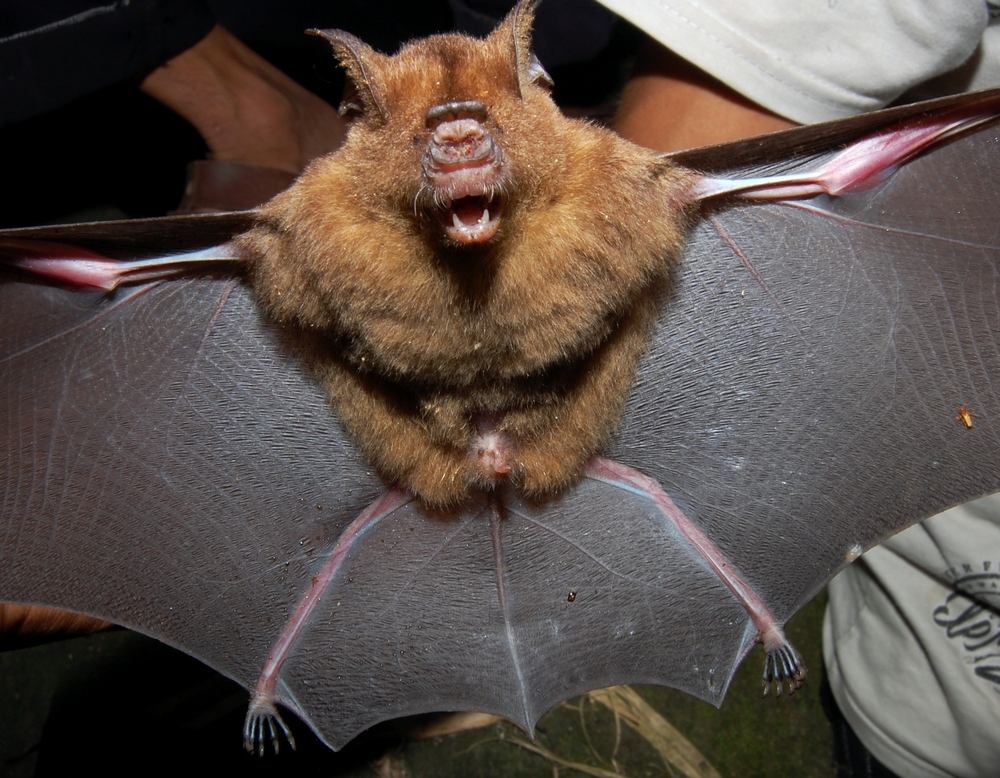
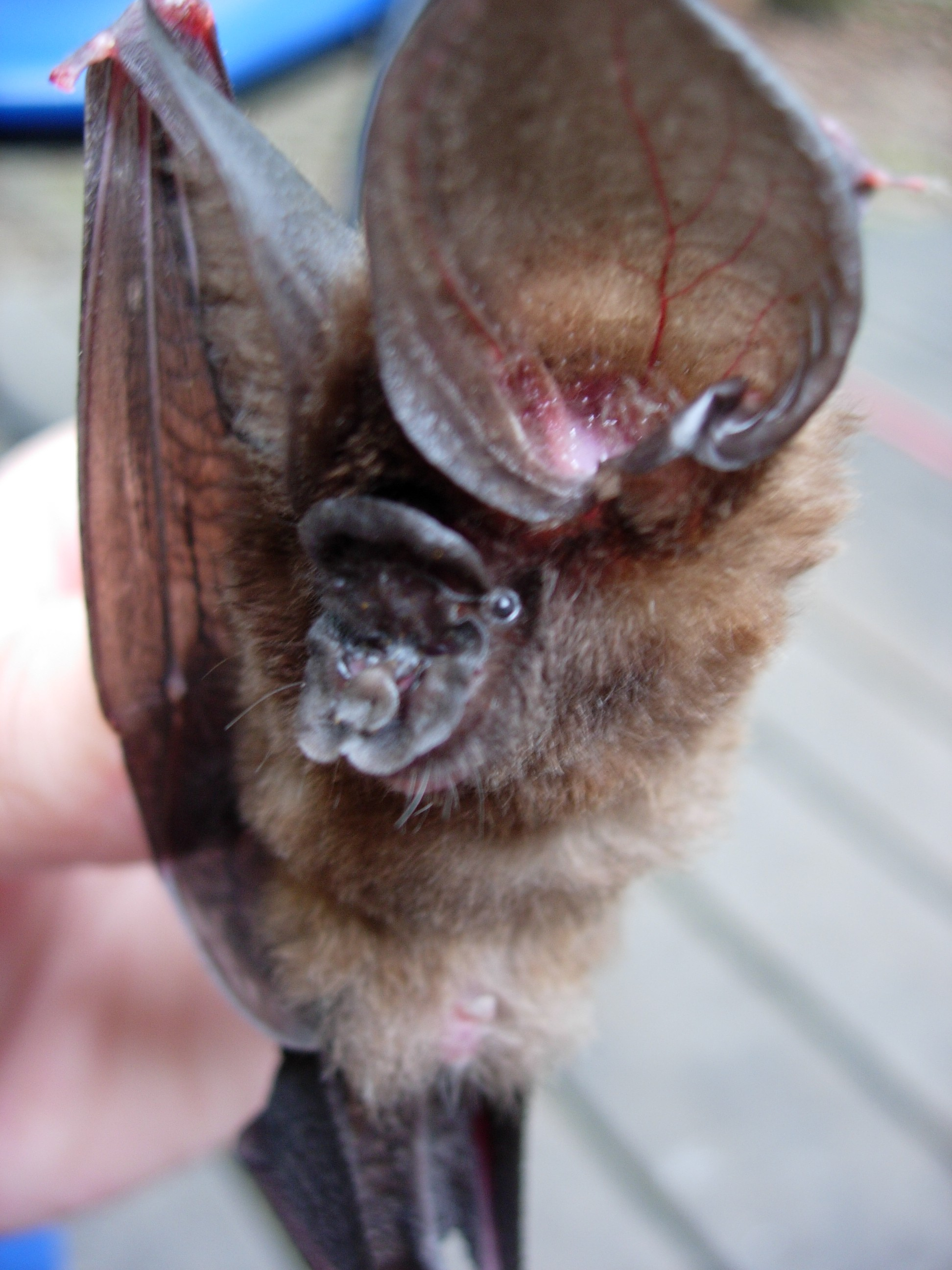
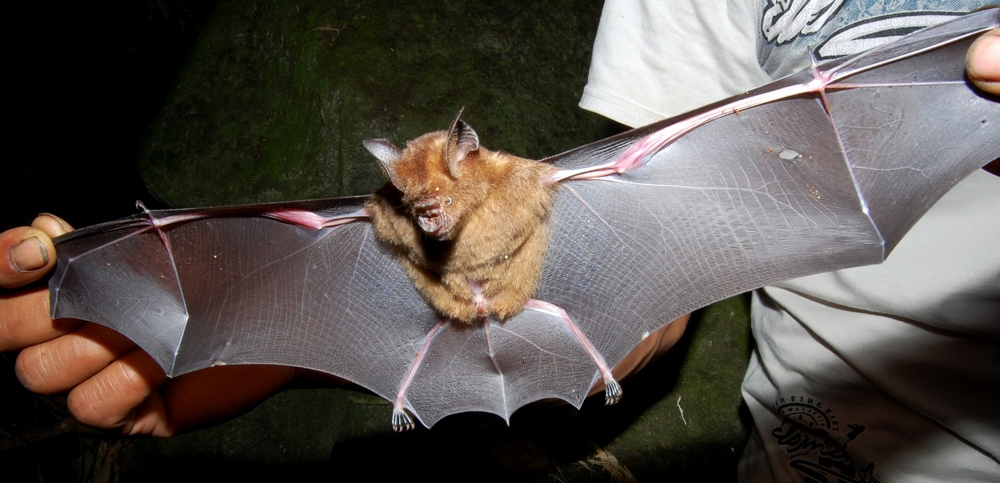
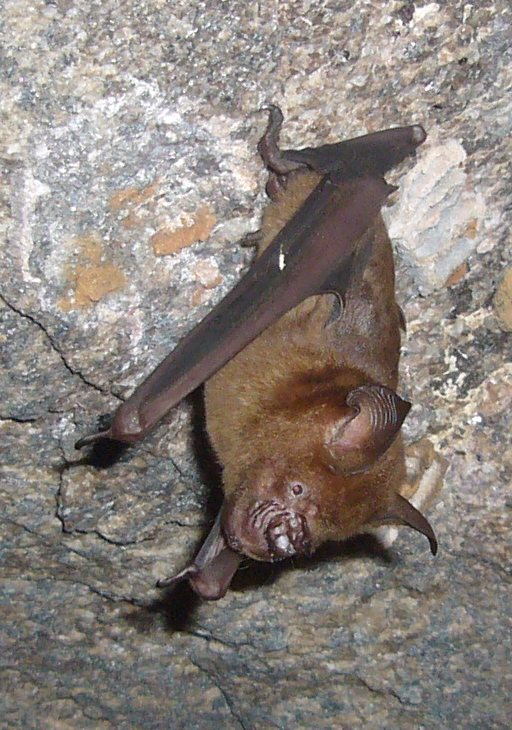

## Các loài
Chi này gồm các loài:
- Hipposideros abae
- Hipposideros armiger
- Hipposideros ater
- Hipposideros beatus
- Hipposideros bicolor
- Hipposideros breviceps
- Hipposideros caffer
- Hipposideros calcaratus
- Hipposideros camerunensis
- Hipposideros cervinus
- Hipposideros cineraceus
- Hipposideros commersoni
- Hipposideros coronatus
- Hipposideros corynophyllus
- Hipposideros coxi
- Hipposideros crumeniferus
- Hipposideros curtus
- Hipposideros cyclops
- Hipposideros demissus
- Hipposideros diadema
- Hipposideros dinops
- Hipposideros doriae
- Hipposideros durgadasi
- Hipposideros dyacorum
- Hipposideros edwardshilli
- Hipposideros fuliginosus
- Hipposideros fulvus
- Hipposideros galeritus
- Hipposideros gigas
- Hipposideros grandis
- Hipposideros griffini
- Hipposideros halophyllus
- Hipposideros hypophyllus
- Hipposideros inexpectatus
- Hipposideros inornatus
- Hipposideros jonesi
- Hipposideros lamottei
- Hipposideros lankadiva
- Hipposideros larvatus
- Hipposideros lekaguli
- Hipposideros lylei
- Hipposideros macrobullatus
- Hipposideros madurae
- Hipposideros maggietaylorae
- Hipposideros marisae
- Hipposideros megalotis
- Hipposideros muscinus
- Hipposideros nequam
- Hipposideros obscurus
- Hipposideros orbiculus
- Hipposideros papua
- Hipposideros pelingensis
- Hipposideros pomona
- Hipposideros pratti
- Hipposideros pygmaeus
- Hipposideros ridleyi
- Hipposideros rotalis
- Hipposideros ruber
- Hipposideros scutinares
- Hipposideros semoni
- Hipposideros sorenseni
- Hipposideros speoris
- Hipposideros stenotis
- Hipposideros sumbae
- Hipposideros thomensis
- Hipposideros turpis
- Hipposideros vittatus
- Hipposideros wollastoni